# Stapari
Stapari (cyr. Стапари) – wieś w Serbii, w okręgu zlatiborskim, w mieście Užice. W 2011 roku liczyła 877 mieszkańców.